# Reinhard Roehle
Reinhard Roehle (* 22. Februar 1876 in Berlin; † 6. März 1938 in Jugenheim an der Bergstraße) war ein deutscher Schiffsoffizier und Jugendbuchautor.

## Leben
Reinhard Roehle entstammte einer Solinger Fabrikantenfamilie. Nach mehrjähriger kaufmännischer Tätigkeit in Darmstadt und Berlin ging er aus gesundheitlichen Gründen zur See und machte als Schiffszahlmeister beim Norddeutschen Lloyd in Bremen große Reisen nach Ostasien sowie nach Nord- und Südamerika mit. Diese Reisen gaben ihm Anregungen für seine schriftstellerischen Arbeiten. Ab 1906 lebte er in Jugenheim an der Bergstraße, wo er 1938 starb.

## Werk
Seine erste Novelle veröffentlichte Reinhard Roehle 1909 im Verlag Friedrich Reinhard aus Basel. Seine abenteuerreichen Knabenerzählungen, zu denen ihn seine großen Seereisen befähigten, erschienen ab 1910 im Stuttgarter Unionsverlag – meist zunächst als Fortsetzungsgeschichten in deren illustrierter Knaben-Zeitung „Der Gute Kamerad“ und erst später in Buchform.

## Werke
- Am Berg der Läuterung. Friedrich Reinhardt, Basel 1909
- Von Seebären und Landratten an Bord der „Penelope“. Union Deutsche Verlagsgesellschaft, Stuttgart 1910
- Vikar Körner und die Wandervögel. O. Janke, Berlin 1913
- Emden - Ayesha. Union Deutsche Verlagsgesellschaft, Stuttgart 1915
- Unter Bullerdieks Teerjacken. Union Deutsche Verlagsgesellschaft, Stuttgart 1915
- Durch Urwald und Sertao. Union Deutsche Verlagsgesellschaft, Stuttgart 1916
- Die Kriegsfahrten unseres Kreuzergeschwaders. Union Deutsche Verlagsgesellschaft, Stuttgart 1916
- Über Anden und Meer ins deutsche Heer. Union Deutsche Verlagsgesellschaft, Stuttgart 1916
- Graf Dohnas Heldenfahrt auf S.M. "Möve". Union Deutsche Verlagsgesellschaft, Stuttgart 1916
- Als Flüchtling um den halben Erdball. Die abenteuerlichen Erlebnisse des Prisenoffiziers S.M.S. "Emden" Kapitänleutnant d. R. Julius Lauterbach. Union Deutsche Verlagsgesellschaft, Stuttgart 1917
- Das Geheimnis von Ragpura. Union Deutsche Verlagsgesellschaft, Stuttgart 1919
- Auf großer Safari mit treuen Askari. Taten und Abenteuer deutscher Jungen im wilden Pori. Union Deutsche Verlagsgesellschaft, Stuttgart 1921
- Der Kampf um die Tigermine. Union Deutsche Verlagsgesellschaft, Stuttgart 1922
- Quer durch Sibirien. Union Deutsche Verlagsgesellschaft, Stuttgart 1925
- Goebens Erlebnisse in Spanien. Union Deutsche Verlagsgesellschaft, Stuttgart 1927
- Im Schatten des Piraten. Union Deutsche Verlagsgesellschaft, Stuttgart 1930
- Die Piraten vom Obern Fluß. Union Deutsche Verlagsgesellschaft, Stuttgart 1933
- Das Gespenst mit den weißen Augen. Union Deutsche Verlagsgesellschaft, Stuttgart 1936

### Übersetzungen
- Ich segle mit chinesischen Piraten. Von Aleko Lilius. Ins Deutsche übertragen von Reinhard Roehle. Mit 20 Abbildungen auf 7 Tafeln nach Aufnahmen des Verfassers. Union Deutsche Verlagsgesellschaft, Stuttgart o. J.
- Der Wildtöter Lederstrumpf - Erzählungen. Von James F. Cooper und Reinhard Roehle. Levy & Müller, Stuttgart o. J.
- Die Ansiedler Lederstrumpf - Erzählungen. Von James F. Cooper und Reinhard Roehle. Levy & Müller, Stuttgart o. J.
- Dem Golde nach. Abenteuer wagemutiger Glücksucher in der Wildnis von Alaska. Von J. C. Vibe. Ins Deutsche übertragen von Reinhard Roehle. Union Deutsche Verlagsgesellschaft, Stuttgart o. J.